# ヘルマン・ミヒャエル
ヘルマン・ミヒャエル（Hermann Michael, 1937年3月24日 - 2005年7月19日）は、ドイツ出身の指揮者。

## 経歴
シュヴェービッシュ・グミュントの生まれ。シュトゥットガルト音楽院でピアノとチェロを専攻したが、1960年にベルリンでヘルベルト・フォン・カラヤンのマスター・クラスを受講し、カラヤンの知己を得た。またハンス・スワロフスキーにも短期間指揮法を学んで1961年のグィード・カンテッリ国際指揮者コンクールで優勝し、ウィーン国立歌劇場でカラヤンの助手を務めることとなった。1970年から1978年までブレーメン歌劇場の指揮者を務め、1977年から1991年までボルツァーノ・トレント・ハイドン管弦楽団の首席指揮者として活躍した。1997年からフェニックス交響楽団の首席客演指揮者兼芸術顧問となり、1999年から首席指揮者についたが、2004年に再生不良性貧血の亢進のために勇退した。
指揮法の教師として、ミュンヘン音楽院でも2000年まで教鞭をとり、フランツ・ウェルザー＝メストやマルクス・ポシュナー等を育てた。
ウッフィング・アム・シュタッフェルゼーにて死去。